# 立輪水辺公園
立輪水辺公園（たちわみずべこうえん）は、宮城県黒川郡大和町にある公園。

## 概要
七ツ森湖畔公園（総称）を立輪水辺公園、蛇石せせらぎ公園、宮橋公園、四十八滝運動公園の4つの公園で構成する。
- 七つ森湖畔公園最大のにぎわいを見せる。
- 春は、花まつり、秋は、芋煮会、また釣り大会の会場としても利用されている。
- 芋煮会用の釜があり、シーズンには大勢の人で賑わう。
- 公園内には、せせらぎの小川が流れている[3]。
- 近くに舞茸加工施設「舞夢」があり、加工及び販売をしている。

## 所在地
- 宮城県黒川郡大和町吉田字立輪3[1]